# Denacifikacija
Denacifikacija (njem. Entnazifizierung) je naziv za Savezničku inicijativu oslobađanja njemačkog i austrijskog društva, kulture, tiska, gospodarstva, pravosuđa i politike od nacionalsocijalističkog utjecaja. Glavni cilj bio je raspuštanje NSDAP-a kao i pridruženih organizacija.
Denacifikacija je također uključivala procesuiranje ratnih zločina počinjenih tijekom Drugog svjetskog rata i interniranje osoba koje su činile sigurnosni rizik za okupacijske snage.
Temelj denacifikacije činile su odluke donesene na konferenciji u Jalti u veljači 1945. godine, kao i odluke s Potsdamske konferencije iz kolovoza 1945. godine. Svrha je bila sveobuhvatna demokratizacija i demilitarizacija države.
Osobe su bile podijeljene u pet kategorija: 
1. krivci (za ratne zločine)
2. prijestupnici (članovi nacionalsocijalističke partije, ostali aktivisti i vojni dužnoznici)
3. manji prijestupnici
4. manji podanici
5. politički neopterećene osobe